# 115 v.Chr.
115 v.Chr. is een jaartal volgens de christelijke jaartelling.

## Gebeurtenissen

### Italië
- In Rome worden Marcus Aemilius Scaurus en Marcus Caecilius Metellus benoemd tot consul van het Imperium Romanum.
- Lucius Caecilius Metellus Dalmaticus, een lid van de invloedrijke Romeinse familie Caecilii Metelli, wordt door de Senaat gekozen tot het ambt van pontifex maximus.
- Gaius Marius wordt aangesteld tot praetor en verslaat in Hispania de opstandige Iberisch-Keltische stammen.

### Egypte
- Ptolemaeus IX Soter, wordt door zijn moeder Cleopatra III gedwongen te scheiden van Cleopatra IV en te trouwen met zijn jongere zus Cleopatra Selena I.

### China
- De Chinese ontdekkingsreiziger, Zhang Qian, keert na een vermoeiende reis van vier jaar, door de Taklamakan-woestijn terug in Chang'an. Hij sluit een handelsverdrag met Parthië en verbindt de Zijderoute tussen oost en west.

## Geboren
- Antiochus X Eusebes (~115 v.Chr. - ~83 v.Chr.), koning van het Seleucidenrijk (Syrië)
- Antiochus XI Epiphanes (~115 v.Chr. - ~92 v.Chr.), koning van het Seleucidenrijk
- Berenice III (~115 v.Chr. - ~80 v.Chr.), koningin van Egypte
- Demetrius III Eucaerus (~115 v.Chr. - ~88 v.Chr.), koning van het Seleucidenrijk
- Marcus Licinius Crassus (~115 v.Chr. - ~53 v.Chr.), Romeins veldheer en staatsman

## Overleden
- Apollodorus van Athene (~180 v.Chr. - ~115 v.Chr.), Grieks filoloog (65)
- Quintus Caecilius Metellus Macedonicus (~207 v.Chr. - ~115 v.Chr.), Romeins consul en veldheer (92)